# Nooit meer terug
Nooit meer terug is een nummer van Boudewijn de Groot, afkomstig van zijn album Maalstroom. Het is de enige single van dit album en de laatste single van De Groot, die op vinyl verscheen, afgezien van een promosingle van Jimmy in 1990. De volgende single liet meer dan tien jaar op zich wachten.
De titel van het lied betekende volgens De Groot dat hij vooruit wilde, en nooit meer terug naar de oude situatie.
De B-kant van de single bevat een live-opname van het nummer, opgenomen in theater 't Spant in Bussum.
De single haalde de hitparade niet.